# Walthill (Nebraska)
Walthill je selo u američkoj saveznoj državi Nebraska. Prema popisu stanovništva iz 2010. u njemu je živjelo 780 stanovnika.